# Jobst Gerhard von Scholten
Jobst Gerhard von Scholten (1. oktober 1723 i Flensborg – 11. september 1786 på Ødstedgård, Bredstrup Sogn) var en dansk officer.
Han var søn af general Henrik von Scholten og Louise von Brockdorff og sluttede sin karriere i hæren som generalmajor. 1768 var han blevet chef for holstenske gevorbne infanteriregiment. 23. april 1777 blev han naturaliseret som dansk adelsmand.
17. januar 1749 ægtede han Adelgunde Elisabeth Amalie von Kleist (26. april 1728 – 29. januar 1778). Blandt hans 11 børn var Louise Henriette Elisabeth von Scholten (1749-1774), som var gift med kammerherre, greve Jørgen Ditlev Trampe (1749-1793) til Urup m.m., toldinspektør, kammerjunker Frederik Christian von Scholten (1757-1840), oberst, generalkrigskommissær Bendix Dionysius Augustus von Scholten (1763-1824) og guvernør på St. Thomas, oberst Casimir Wilhelm von Scholten (1752-1810).